# 김천초등학교
김천초등학교는 대한민국 경상북도 김천시 남산동에 있는 공립 초등학교로, 이 학교는 대한제국 시대 말기인 1907년 10월 12일에 경북금릉사립광흥보통학교로 처음 개교되었다.

## 학교 연혁
- 1907년 10월 12일 사립광흥학교 개교
- 1911년 5월 1일 금산공립보통학교 (교명 변경)
- 1914년 12월 1일 김천공립보통학교 (교명 변경)
- 1938년 4월 1일 김천남산정공립심상소학교 (교명 변경)[1]
- 1941년 4월 1일 김천남산정공립국민학교 (교명 변경)[2]
- 1945년 4월 1일 김천동부국민학교 (교명 변경)
- 1949년 4월 1일 김천국민학교 (교명 변경)
- 1969년 10월 12일 개교 기념일 책정(동창회 · 육성회)
- 1996년 3월 1일 김천초등학교로 교명 변경[3]
- 1996년 7월 24일 컴퓨터 상설 특활반(586 펜티엄 31대)설치
- 1996년 11월 1일 어학실(영어) 상설 특활반 설치
- 1997년 3월 1일 병설유치원 개원
- 2003년 9월 1일 과학실 2실 설치
- 2004년 10월 28일 디지털 도서관 1실 설치(4280만원)
- 2007년 1월 15일 보건실 현대화, 방송실 교체
- 2007년 10월 12일 100주년 기념행사
- 2008년 5월 1일 국악실, 음악실, 서예실 정비
- 2009년 5월 19일 영어체험교실 설치
- 2009년 8월 28일 다목적교실(역사관) 개축
- 2009년 10월 12일 개교 100주년 기념행사
- 2010년 4월 1일 돌봄교실 현대화 사업(1,040만원)
- 2010년 5월 6일 과학실험실 현대화 사업(1,120만원)
- 2010년 7월 15일 유치원 환경개선(현대화)사업(1,880만원)
- 2014년 3월 1일 돌봄교실 1학급 증설(총 2학급)
- 2014년 7월 25일 자치법정실 구축(76회 동기회 기증)
- 2014년 8월 29일 급식소 및 다목적 대강당 증축공사 및 본관 창호교체 사업
- 2014년 11월 13일 학교배움터 지킴이실 설치
- 2014년 12월 26일 학교숲가꾸기 야외용쉼터 설치
- 2015년 7월 7일 통일동산(역사탐방로) 조성
- 2015년 7월 15일 급식소 및 다목적 대강당(남산관) 개관
- 2015년 12월 20일 교문 우측 팬스(울타리) 설치 및 평화동산 조성
- 2016년 2월 18일 제105회 졸업식(총 졸업생수 24,771명)
- 2016년 3월 1일 13학급 편성(특수1 포함), 유치원 2학급 편성
- 2016년 9월 1일 제27대 정명헌 교장 부임
- 2017년 2월 17일 제106회 졸업식(총 졸업생수 24,804명)
- 2018년 2월 9일 제107회 39명 졸업(총 졸업생 수 24,843)
- 2018년 3월 1일 13학급 편성(특수 2학급 포함), 유치원 1학급 편성
- 2018년 9월 1일 제28대 박순지 교장 취임

## 학교 상징
- 교화 - 개나리 : 어려움에도 희망을 갖고 최선을 다해 목표를 달성해내는 김천 어린이를 상징
- 교목 - 히말라야시다 : 꼿꼿함과 부드러움이 어우러진 나무로써 맑고 청결한 생활을 하며 남을 위해 봉사하는 김천어린이를 상징함

## 참고 자료
- 김천초등학교 - 한국교육학술정보원 학교알리미